# Lada XRAY

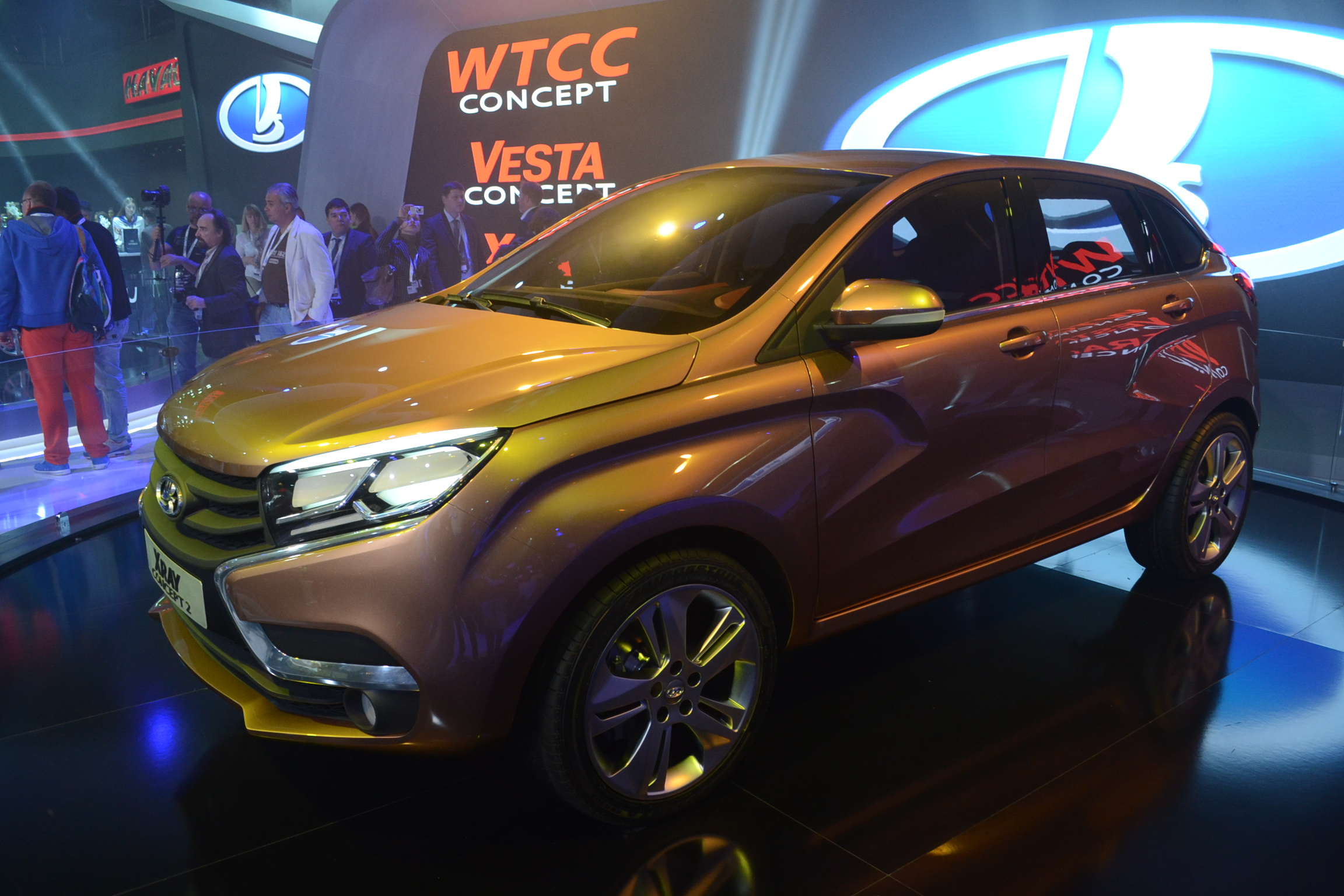

Lada XRAY är en bilmodell från Lada. Bilen är en crossover/SUV. Den första konceptbilen visades 2012. En andra konceptbil visades 2014. Bilen är designad av Steve Mattin och utvecklades i samarbete med Renault. Produktionen startade i Toljatti i slutet av 2015 och försäljningen startade i Ryssland i början av 2016.